# Carabodes apuanicus
Carabodes apuanicus är en kvalsterart som beskrevs av Bernini 1979. Carabodes apuanicus ingår i släktet Carabodes och familjen Carabodidae. Inga underarter finns listade.